# 厄尔斯贝格
厄尔斯贝格（德語：Oelsberg，發音：[ˈœlsˌbɛʁk]）是德国莱茵兰-普法尔茨州莱茵-兰县的市镇，总面积4.02平方千米，2023年12月31日总人口为572人。